# Наттер, Иоганн-Лоренц
Иоганн-Лоренц Наттер (нем. Johann Lorenz Natter, 21 марта 1705, Биберах-ан-дер-Рис — 27 октября 1763, Санкт-Петербург) — медальер и резчик гемм. Известен как мастер по изготовлению копий с античных камней.

## Биография
Учился мастерству ювелира, затем работал в Швейцарии, где жили его родственники. В Берне начал учиться резьбе по камню, затем отправился на учёбу в Венецию, где окончательно отошёл от работы ювелира и со временем стал выдающимся резчиком гемм.
Работал в Риме, где копировал античные интальи и камеи; с 1732 года во Флоренции, в 1741 году в Лондоне, в 1741 — Копенгагене, Стокгольме, Утрехте. В 1745 году прибыл а Санкт-Петербург. С 1754 года снова работал в Англии.
Масон, до 1737 года был членом ложи лорда Саквиля во Флоренции. В России создал духовную ветвь масонского капитула «Феникс».
Создал множество медалей с портретами в классическом стиле, в том числе: медали в честь короля Великобритании Георга III, коронации королевы Шарлотты, канцлера казначейства Роберта Уолпола. Некоторые работы подписывал «N» или «I. Natter F».
В 1754 году в Лондоне издал «Трактат о сравнении методов резьбы на драгоценных камнях в древности и в новое время». В 1761 году издал каталог коллекции гемм графа Бессборо. Наттер был крупным собирателем античных резных камней и консультантом многих коллекционеров Европы. Он является автором грандиозного, но полностью неосуществлённого проекта издания «Museum Britannicum» — каталога всех античных гемм, хранящихся в английских частных собраниях с собственными рисунками (частично опубликованными в 1768 году).
Наттер дважды приезжал в Россию. Второй раз приехал в Санкт-Петербург летом 1762 года по предложению Н. И. Панина, приняв предложение стать придворным резчиком, но через полтора месяца заболел астмой и умер. Оставшаяся после его смерти коллекция римских монет и медалей в 1764 году была приобретена императрицей Екатериной II и позднее вошла в состав собрания Государственного Эрмитажа.